# National Register of Historic Places in Connecticut

Karte der Countys von Connecticut und Verteilung der NRHP-Einträge

Diese Tabelle enthält alle Listen, in denen die Einträge im National Register of Historic Places in den 75 Countys des US-amerikanischen Bundesstaates Connecticut aufgeführt sind:

## Anzahl der Objekte nach County
|       | \| \| County \| Liste der Einträge in das NRHP im County \| Anzahl \| \| ----- \| ---------- \| ---------------------------------------- \| ------- \| \| 1 \| Fairfield \| NRHP-Einträge im Fairfield County \| 283 \| \| 2 \| Hartford \| NRHP-Einträge im Hartford County \| 424 \| \| 3 \| Litchfield \| NRHP-Einträge im Litchfield County \| 166 \| \| 4 \| Middlesex \| NRHP-Einträge im Middlesex County \| 114 \| \| 5 \| New Haven \| NRHP-Einträge im New Haven County \| 260 \| \| 6 \| New London \| NRHP-Einträge im New London County \| 197 \| \| 7 \| Tolland \| NRHP-Einträge im Tolland County \| 50 \| \| 8 \| Windham \| NRHP-Einträge im Windham County \| 85 \| \| Summe \| Summe \| Summe \| 1.579 1 \| 1 Ein oder mehrere Objekte könnten aufgrund ihrer Lage in mehreren Listen verzeichnet sein, weshalb die angegebene Summe gegebenenfalls nicht exakt ist. | Yantic Falls Historic District Wasserfall und Gebäudeensemble aus historischer Mühle und Arbeiterwohnhäusern in Norwich (New London County) |         |
|       | County | Liste der Einträge in das NRHP im County | Anzahl  |
| 1     | Fairfield | NRHP-Einträge im Fairfield County | 283     |
| 2     | Hartford | NRHP-Einträge im Hartford County | 424     |
| 3     | Litchfield | NRHP-Einträge im Litchfield County | 166     |
| 4     | Middlesex | NRHP-Einträge im Middlesex County | 114     |
| 5     | New Haven | NRHP-Einträge im New Haven County | 260     |
| 6     | New London | NRHP-Einträge im New London County | 197     |
| 7     | Tolland | NRHP-Einträge im Tolland County | 50      |
| 8     | Windham | NRHP-Einträge im Windham County | 85      |
| Summe | Summe | Summe | 1.579 1 |